# Магазинер, Семён Абрамович
Семён Абрамович Магазинер (при рождении Симон-Ноах Абрамович; 1886—1940) — российский и советский фотограф и фоторепортёр.

## Биография
Родился 2 февраля (по старому стилю) 1886 года в Харькове, в семье бердичевского мещанина Абрама Рафулевича Магазинера (1839—1898) и Хаи-Ривки Ицковны Магазинер (в девичестве Дучина, 1860—?), дочери херсонского мещанина, заключивших брак там же 22 января 1878 года.
Штатный фотокорреспондент газет «Смена», «Ленинские искры», журнала «Костёр», издательств ОГИЗ, Детиздат и других.

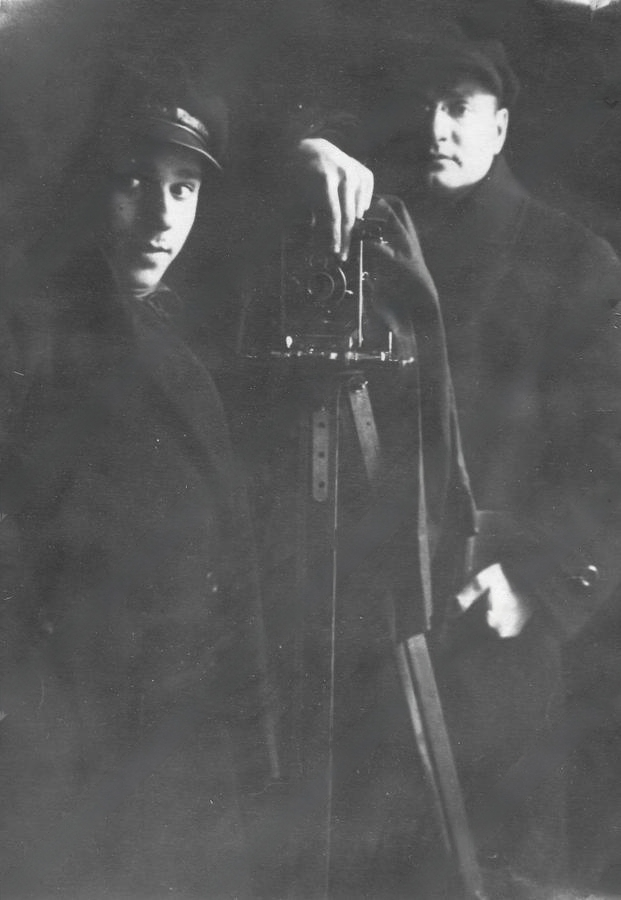
С. А. Магазинер (справа) с коллегой

Фотограф массовых мероприятий в Ленинграде, пионерского движения.
Скончался в 1940 году[уточнить]

### Семья
- Жена — Софья Вениаминовна Магазинер;
  - Сын — Аркадий;

## Вклад в искусство
Как отмечал журналист Н. Михайловский, в 1912 году Магазинер первым осуществил аэрофотосъёмку Санкт-Петербурга.
Помимо репортажных снимков, запечатлевших повседневную жизнь Ленинграда, включая фабрики и заводы, выполнил ряд фотопортретов учёных (Н. Вавилова, И. Павлова), писателей (М. Зощенко, Ю. Олеши, Е. Замятина и др.), режиссёра и актёра В. Мейерхольда. Изобразил процесс просушки музейных экспонатов после ленинградского наводнения 1924 года.
Мягкий свет, придающий изображению дополнительный объем, гармонично выстроенная композиция, камерная атмосфера многих снимков, выполненных Магазинером, рождают в зрителе чувство сопричастности происходящему и являются отличительными чертами авторского стиля мастера.
Работы С. А. Магазинера хранятся, в частности, в Центральном государственном архиве кинофотофонодокументов Санкт-Петербурга (ЦГАКФФД СПб); ряд из них оцифрован и выложен для просмотра на сайте архива.